# Аллиот, Люсьен
Люсьен Аллиот (фр. Lucien Alliot, 19 апреля 1917, Париж — 1994) — французский боксёр.
Люсьен служил в армии, снимался в кино, занимался фехтованием на рапирах, авиационным спортом, плаванием и катанием на водных лыжах, играл в хоккей, но делом его жизни стал французский бокс. В 14 лет он начал изучать французский бокс у мастера савата Гастона Акэна, а через три года, в марте 1934 года, победил в зале воспитанника Академии Шарля Шарлемона, некого Бовара. В дальнейшем, до Второй Мировой, Аллиот принимал участие во множестве поединков и разгромил почти всех выдающихся саватёров того времени.
Когда началась война, Люсьен пошёл добровольцем, а в 1940 году был комиссован и вернулся домой. К этому времени мастеров французского бокса осталось очень мало, большинство их погибло на войне и он вместе с графом Барузи, с которым перед войной проводил поединок на ринге, занялся возрождением этого вида спорта. Уже в 1941 году было открыто училище « Эколь нормаль де бокс», где Люсьен готовил инструкторов по французскому боксу.
После оккупационных годов Аллиот (в 1945 году) возвратился на ринг и провёл десятки поединков, а в 1948 году с помощью художницы Арлетт Моро, написал книгу « Французский бокс», в которой описал все приёмы по савату, что он знал.
Умер великий мастер в 1994 году, почти в то же время, что и его друг Пьер Барузи, с которым он спас французский бокс от забвения.